# Campanularia breviscyphia
Campanularia breviscyphia är en nässeldjursart som beskrevs av Sars 1857. Campanularia breviscyphia ingår i släktet Campanularia och familjen Campanulariidae. Inga underarter finns listade i Catalogue of Life.